# Paulinisches Privileg
Als Paulinisches Privileg (lateinisch Privilegium Paulinum) bezeichnet man eine auf den Apostel Paulus zurückgehende Sonderregelung innerhalb des Christentums zur Auflösung einer Ehe zwischen Christen und Nichtchristen.
In paulinischer Zeit (ca. 32–64 n. Chr.) kam es vor, dass einzelne Verheiratete sich zum christlichen Glauben bekehren ließen und die Taufe empfingen. Das führte jedoch offenbar mitunter zu schweren Konflikten innerhalb der Partnerschaft, zum Beispiel wegen der Verweigerung des traditionellen Götzenopfers (1 Kor 10 ) und daraus resultierender sozialer Ausgrenzung und der Christenverfolgung.
Vermutlich aus diesen oder ähnlichen Gründen schuf der Apostel Paulus eine Ausnahmeregelung: Sollte der ungetaufte Partner sich trennen wollen, sei dies gestattet. Aufgrund des sogenannten Paulinischen Privilegs wäre dann auch der getaufte Partner nicht mehr an diese Ehe gebunden (1 Kor 7,15 ). Generell sei die Ehe sonst aber durch den Menschen unauflöslich (1 Kor 7,11 , Lk 16,18 ).
Heute (Stand 2008) bedeutet dies, dass man z. B. als Katholik seine Ehe dann auflösen kann, wenn sie vor der Taufe des nunmehr christlichen Partners geschlossen wurde und der verbleibende ungetaufte Partner die friedliche Fortsetzung der Ehe verweigert, was bedeutet, dass die Ehe nicht im Sinne des christlichen Sittengesetzes fortgeführt werden kann. Die bisherige Ehe wird gelöst, wenn der christlich gewordene Partner eine neue Ehe eingeht. Die neue Ehe kann auch mit einem nichtkatholischen Christen oder auch mit einem Ungetauften eingegangen werden.
Im Gegensatz zur Eheauflösung durch päpstlichen Hoheitsakt, die auf Antrag bei einer nicht vollzogenen Ehe (auch unter Getauften) sowie bei mindestens einem ungetauften Partner auch aufgrund des Petrinischen Privilegs in Form einer Dispens gewährt werden kann, wird die Ehe im Falle des Paulinischen Privilegs nicht durch den Papst, sondern bei Vorliegen der entsprechenden Voraussetzungen quasi „automatisch“ aufgelöst, wenn der gläubig gewordene Ehepartner eine neue Ehe eingeht. Es bedarf daher keines Auflösungsverfahrens im eigentlichen Sinn, sondern nur der kirchenamtlichen Feststellung des Vorliegens der Voraussetzungen.
Neben diesen drei Ausnahmeregelungen (Paulinisches Privileg, Nichtvollzug, Petrinisches Privileg) gibt es nach katholischem Kirchenrecht keine andere Möglichkeit zur „Scheidung“ (Lösung, Aufhebung) einer gültigen Ehe, sondern nur die Möglichkeit einer Trennung der Eheleute (getrennte Lebensführung ohne Möglichkeit der Wiederheirat). Außerdem kann eine Ehe für nichtig erklärt werden, wenn sie nach kirchlicher Auffassung von vornherein ungültig war.